# Ciclina E1
La ciclina E1 específica de G1/S es una proteína codificada en humanos por el gen ccne1.
La ciclina E1 pertenece a la familia de las ciclinas, la cual se encuentra altamente conservada y cuyos miembros se caracterizan por incrementar drásticamente sus niveles en las células de forma periódica cada vez que se inicia el ciclo celular. Las ciclinas actúan como reguladores de las quinasas dependientes de ciclinas (Cdk). Diferentes ciclinas muestran distintos patrones de expresión y degradación, contribuyendo a la coordinación temporal de cada evento de la mitosis. La ciclina E1 forma un complejo y regula a Cdk2, cuya actividad es necesaria para la transición G1/S del ciclo celular. Esta proteína se acumula en el límite de la fase G1/S y es degradada cuando las células progresan a través de la fase S. Se ha observado sobre-expresión de este gen en numerosos tipos de tumores, debido a que genera inestabilidad cromosómica y esto podría contribuir a la tumorogénesis. La ciclina se ha encontrado asociada e implicada en la fosforilación de la proteína NPAT (nuclear protein mapped to the ATM locus), que participa en la regulación de la expresión de histonas reguladoras del ciclo celular y juega un papel crucial en la correcta progresión del ciclo celular en ausencia de Rb. Se han descrito dos variantes transcripcionales del gen de la ciclina E1, que codifican diferentes isoformas de la proteína, y otras dos variantes se han identificado pero su secuencia de nucleótidos aún no está disponible.

## Interacciones
La ciclina E1 ha demostrado ser capaz de interaccionar con: 
- RBL2[3][4]
- Cdk1[3][5]
- CDC25A[3][6]
- Cdk2[7][3][5][8][9][10]
- SMARCA4[11][3]
- CDKN1B[3][9]
- HERC5[12]
- CUL3[13]
- p21[7]